# Lodi (villa)
Lodi es una villa ubicada en el condado de Seneca en el estado estadounidense de Nueva York. En el año 2000 tenía una población de 338 habitantes y una densidad poblacional de 230 personas por km².

## Geografía
Lodi se encuentra ubicada en las coordenadas 42°40′39″N 76°49′28″O / 42.67750, -76.82444.

## Demografía
Según la Oficina del Censo en 2000 los ingresos medios por hogar en la localidad eran de $30,625, y los ingresos medios por familia eran $34,375. Los hombres tenían unos ingresos medios de $29,375 frente a los $20,938 para las mujeres. La renta per cápita para la localidad era de $13,709. Alrededor del 30.3% de la población estaban por debajo del umbral de pobreza.